# Mussaenda sutepensis
Mussaenda sutepensis är en måreväxtart som beskrevs av Carl Curt Hosseus. Mussaenda sutepensis ingår i släktet Mussaenda och familjen måreväxter. Inga underarter finns listade i Catalogue of Life.